# Ardisia leytensis
Ardisia leytensis är en viveväxtart som beskrevs av Elmer Drew Merrill. Ardisia leytensis ingår i släktet Ardisia och familjen viveväxter. Inga underarter finns listade i Catalogue of Life.